# 다냐이 해변

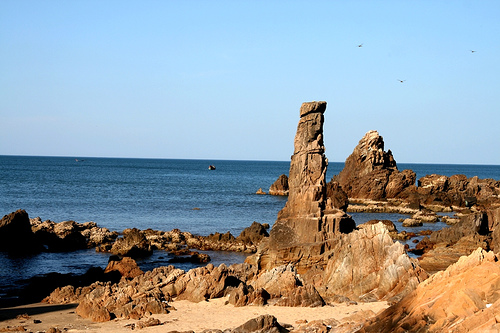
다냐이 해변

다냐이 해변(Đá Nhảy Beach)은 베트남 꽝빈성 동허이시에서 북쪽으로 40km 지점의 보짝현 동해안 해변에 위치한 아름다운 해변이다. 베트남어로 다냐이(Đá Nhảy)는 ‘뛰는 바위들’을 의미하며, 해수욕을 하기에 적합한 작은 모래사장을 둘러싸고 있는 수천 개의 바위가 바다로 뻗어있는 이 해변의 지형적 특징을 가리킨다. 이곳은 퐁냐께방 국립공원(유네스코 세계문화유산), 방 온천과 함께 꽝빈성에서 가장 중요한 명소 중 하나이다.